# Wolfsbrunnen (Neustadt an der Weinstraße)
Koordinaten: 49° 21′ 36,8″ N, 8° 6′ 36,4″ O
Der Wolfsbrunnen – alternativ Wolfsburgbrunnen genannt – ist eine gefasste Quelle im Pfälzerwald, die unter der Kennung ND-7316-010 als Naturdenkmal ausgewiesen ist.

## Lage
Die Quelle befindet sich innerhalb der Haardt, wie der Ostrand des Pfälzerwald genannt wird, im Nordwesten der Gemarkung der kreisfreien Stadt Neustadt an der Weinstraße auf dem Wolfsberg auf (254 m). Sie liegt unmittelbar unterhalb der Wolfsburg in der Nähe ihres Eingangstores in einer Nische. Unmittelbar südlich des vorbeiführenden Weges erstreckt sich bereits das Naturschutzgebiet Haardtrand - Am Sonnenweg. Rund hundert Meter südlich und östlich beginnt das Siedlungsgebiet der Stadt in Form des Stadtviertels Schöntal; dort verläuft ebenso der Speyerbach.

## Geschichte
Der Name des Brunnens entstand als Analogie zum Wolfsberg und zur Wolfsburg. Seit dem 21. Jahrhundert siedeln sich im Brunnenbecken regelmäßig Larven des Feuersalamanders an. Aus diesem Grund wurde ein entsprechendes Warnschild an den Brunnen angebracht.

## Tourismus
Am Wolfsbrunnen vorbei führen die vierte Etappe des Prädikatswanderwegs Pfälzer Weinsteig sowie ein weiterer Wanderweg, der mit einem roten Punkt gekennzeichnet ist und von Hertlingshausen nach Petit Wingen verläuft.